# 디스커버리 (영화)
《디스커버리》(영어: The Discovery)는 2017년 미국, 영국의 로맨스, SF 영화이다. 찰리 맥도웰이 감독을 맡았으며, 저스틴 레이더와 공동 각본도 맡았다. 사후 세계를 소재로 한 영화이다. 2017년 1월 20일 선댄스 영화제에서 전세계 최초 상영되었으며, 같은 해 3월 31일 넷플릭스를 통해 공개되었다.

## 배역
- 루니 마라 - 아일라
- 제이슨 시걸 - 윌 하버
- 제시 플레먼스 - 토비 하버
- 라일리 키오 - 레이시
- 로버트 레드퍼드 - 토머스 하버
- 론 캐나다 - 쿠퍼
- 메리 스틴버건 - 인터뷰 아나운서